# 함양 교수정
함양 교수정(咸陽 敎授亭)은 대한민국 경상남도 함양군 지곡면 개평리에 있는, 두문동 72현 중 한 분인 덕곡 조승숙이 인재를 양성하기 위해 태조 7년(1398)에 지은 정자이다.
1983년 7월 20일 경상남도의 문화재자료 제76호 교수정으로 지정되었다가, 2018년 12월 20일 현재의 명칭으로 변경되었다.

## 개요
교수정은 두문동 72현 중 한 분인 덕곡 조승숙이 인재를 양성하기 위해 태조 7년(1398)에 지은 정자이다.
조승숙은 고려 우왕 7년(1381) 문과에 급제하고 명나라 사신으로 중국에서도 명성이 알려진 분이었으나, 조선 태조가 즉위하자 벼슬을 버리고 세상에 나오지 않았다.
성종(1469∼1494)은 선생의 충절을 가상히 여겨 사제문을 내렸는데, '수양명월율리청풍(首陽明月栗里淸風)'이라는 여덟자를 자연 암반 위에 새겨 거북 머리를 조각하고 비를 세웠다. 비의 높이는 320㎝·폭 90㎝·두께 39㎝이다.
교수정 앞에는 선생의 충직함과 굳은 절개가 어려있는 고사리와 국화라는 뜻의 '미국(薇菊)'이라는 현판이 걸려 있다.

## 참고 문헌
- 함양 교수정 - 국가유산청 국가유산포털